# Mieke van der Weij
Maria Idske (Mieke) van der Weij (Rotterdam, 2 augustus 1953) is een Nederlandse radio- en televisiepresentatrice en kinderboekenschrijfster.
Ze groeide op in Genderen, waar haar vader hoofd was van de School met den Bijbel en haar moeder onderwijzeres. Ze doorliep gymnasium alfa aan het Gymnasium Camphusianum in Gorinchem en studeerde Nederlandse taal- en letterkunde aan de Universiteit van Amsterdam, waar ze in 1982 afstudeerde met een scriptie over laatmiddeleeuwse volksliteratuur.

## Loopbaan
Haar journalistieke loopbaan begon ze bij Het Parool. Vervolgens werkte ze bij de AVRO-radio, de VPRO en de Humanistische Omroepstichting (HOS). Van 1996 tot 2017 presenteerde ze de TROS Nieuwsshow, samen met Peter de Bie. Sinds 2018 prestenteert zij samen met Pieter van der Wielen Nieuwsweekend van Omroep MAX. Ze is tevens een van de presentatoren van Met het Oog op Morgen op Radio 1 en van Opium op NPO Klassiek.
Voor de televisie presenteerde zij bij AT5 in Amsterdam, voorts bij de NPS (Kunstmest) en de NCRV (Andere Ogen, Nationale Nieuwsquiz). Vanaf oktober 2005 presenteerde ze het NCRV-programma Keurmeesters. In mei 2006 vierde ze haar tienjarig jubileum als presentatrice van De Rijdende Rechter. In juli 2007 maakte de NCRV bekend haar in die rol te vervangen door Jetske van den Elsen. Ze heeft ook De Nationale Bijbeltest gepresenteerd. In de NCRV-gids heeft Van der Weij een rubriek.
Van der Weij betreurt het dat ze in het 'lichte genre' is terechtgekomen. Ze zou graag aan journalistiek-inhoudelijke televisieprogramma's hebben meegewerkt, maar zag in dat ze daar niet aan moest vasthouden toen het niet lukte.
Samen met haar zus Joke van der Weij schreef Mieke van der Weij (onder de naam Mieke van der Wey) twee kinderboeken: De kattenbende van Beestenvreugd (1992) en Turias en de dansende beer (1995).
Van der Weij is een groot bewonderaar van Louis Couperus.
Ze trad op 28 april 2004 in het huwelijk met Sijbolt Noorda, de toenmalige voorzitter van het College van Bestuur van de Universiteit van Amsterdam. Beiden hebben een gereformeerde achtergrond.
In 2019 werd de Zilveren Reissmicrofoon aan haar toegekend.
- Nederlandse Thesaurus van Auteursnamen: 094848270
- Virtual International Authority File: 283055092